# نيري أورتيز
نيري أورتيز (بالإسبانية: Nery Ortiz) هو لاعب كرة قدم باراغواياني، ولد في 16 مارس 1973. شارك مع منتخب باراغواي لكرة القدم. أما مع النوادي، فقد لعب مع سيرو بورتينيو.

## وصلات خارجية
- نيري أورتيز على موقع قاعدة بيانات كرة القدم.إي يو (الإنجليزية)
- نيري أورتيز على موقع ناشيونال فوتبول تيمز (الإنجليزية)